# Dan Beach Bradley

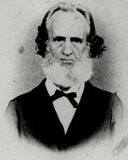
Dan Beach Bradley

Dan Beach Bradley (* 18. Juli 1804 in Marcellus, New York; † 23. Juni 1873 in Bangkok) war von 1835 bis zu seinem Tod ein US-amerikanischer protestantischer Missionar in Siam (heute Thailand). 

## Leben in den USA
Dan Beach Bradley war der Sohn von Richter Dan Bradley in Whitehall (New York) und Eunice Beach, die kurz nach der Geburt ihres Sohnes verstarb. Er studierte Medizin am Kolleg für Ärzte und Chirurgen in New York und hoffte, als Missionar im Heildienst arbeiten zu können. Bradley studierte am College of Physicians and Surgeons in New York City Medizin.
Im November 1832 wurde er von der American Board of Commissioners for Foreign Missions (ABCFM) als Missionarsarzt angenommen. Er graduierte im April 1833 als Dr. med. (M.D.) und heiratete 1834 nach einer kurzen Briefbekanntschaft Emilie Royce, die ebenfalls als „Missionarin unter Heiden“ wirken wollte.

## Mission in Siam
Am 2. Juli 1834 setzten die Bradleys und eine Gruppe der ABCFM sowie baptistische Missionare die Segel, begleitet von Gebeten und Gesängen. Nach sechs harten Monaten kamen sie in Singapur an, mussten aber noch weitere sechs Monate warten, bevor sie ihre Reise nach Siam fortsetzen konnten. In dieser Zeit erwarb Bradley eine Druckerpresse mit siamesischen Schriftzeichen, auf denen Pamphlete und Bibelübersetzungen gedruckt werden sollten. Sie erreichten schließlich am 18. Juli 1835 Bangkok. 
Emilie ging es seit Beginn ihres Aufenthalts in Siam nicht gut. Im August 1845 verstarb sie an Tuberkulose. Auch Bradley plagte anfangs eine chronische Diarrhoe, doch konnte er sich später dreißig Jahre lang bester Gesundheit erfreuen. Er befolgte eine tägliche Routine mit kalten Bädern, einfachem Essen und välliger Abstinenz.
Seine Reisen zwischen 1835 und 1850 umfassten:
- 1835: Ost-Thailand, nach Chanthaburi
- 1837: Ost-Thailand, Bang Plasoi und Ang Hin
- 1838: Nord-Thailand, eine Reihe nicht benannter Orte
- 1838: West-Thailand, nach Nakhon Chaisi
- 1838: Süd- und Ost-Thailand, nach Bang Plasoi, Bang Pakong, Tha Chin (heute: Samut Sakhon) und Krok Krak
- 1838: Süd-Thailand, nach Tha Chin und Samut Songkhram
- 1840: Nord-Thailand, nach Ayutthaya und Ang Thong
- 1846: Süd-Thailand, nach Ang Hin

## Glaubensprobleme
Bradley glaubte an die Kehre des so genannten christlichen Perfektionismus („Christian Perfectionism“), dass Befreiung von den Sünden bereits im Leben auf der Erde möglich sei. Die ABCFM betrachtete diese Haltung als Häresie und rief ihn nach Amerika zurück. Am 4. Dezember 1847 musste er von seiner Missionsstelle zurücktreten und ohne Unterstützung die Mission in Siam verlassen.
1848 ging er zur American Missionary Association (AMA), während er noch in den USA weilte. Dort traf er auch Sarah Blachley, seine spätere zweite Frau, die er am 1. Oktober 1848 heiratete. Dies war der erste und letzte Aufenthalt außerhalb Siams in den 35 Jahren seines Aufenthalts in Siam. Ende Oktober des darauffolgenden Jahres setzten sie Segel nach Siam, und nach einer noch schwierigeren Reise als beim ersten Mal erreichten sie Bangkok vor Ende Mai 1850.
Die AMA leistete nur begrenzte Hilfe, so dass Bradley viel Zeit aufwenden musste, um den eigenen Lebensunterhalt zu verdienen und für die Mission zu sorgen. Dazu setzte er unter anderem Spenden für ansonsten kostenlose medizinische Hilfe ein, die er leistete.

## Ergebnisse
Trotz vieler Jahre der Predigten und Traktate-Verteilung konnte Bradley nur einen einzigen Buddhisten zum Christentum bekehren. Sein größter Erfolg lag auf dem Gebiet des Pressewesens, in seiner Beratung von König Mongkut (Rama IV.) und König Chulalongkorn (Rama V.) und bei Konsularfragen der US-Amerikaner in Siam. Bradley führte auch die westliche Medizin in Siam ein. Er führte am 13. Januar 1837 die erste moderne Operation durch, während der er nach einem Unfall mit Feuerwerkskörpern den Arm eines Mönchs amputierte und war einer der ersten, wenn nicht der erste, der die Pockenimpfung in Siam anwandte.
Mit Erlaubnis der ABCFM brachte Bradley die originalen Klischees für die thailändische Schrift, die von Ann Hasseltine Judson und George H. Hough 1817 angefertigt worden waren, aus Singapur nach Thailand, um religiöse Bücher zu drucken. 1839 mietete König Phra Nang Klao (Rama III.) die Presse, um am 18. Mai 9.000 Kopien seines Dekrets gegen das Opium zu drucken und zu verbreiten. Im Untertitel stand „it being the first official document ever printed in Siam D.B.B.“ Eine Ausgabe dieses Druckes befindet sich in der Bibliothek der Harvard-Universität. Da er mit den Lettern unzufrieden war, fertigte er 1841 einen neuen Satz an.
Bradley gründete die allererste Zeitung in Siam, den Bangkok Recorder, der zwischen dem 4. Juli 1844 und 1845 und später zwischen 1865 und 1867 monatlich erschien.  Von 1859 bis zu seinem Tod gab er auch den Almanach Bangkok Calendar heraus.

## Tod und Vermächtnis
Wenige Monate vor seinem 69. Geburtstag starb Dan Beach Bradley am 23. Juni 1873. Er wurde auf dem „Bangkok Protestant Cemetery“ an der Thanon Charoen Krung (Charoen-Krung-Straße) beigesetzt.
1981 errichtete das Bangkok Christian Hospital ein neues 13-stöckiges Gebäude, das nach Bradley als „Mo Bradley Building“ (Thai อาคารหมอบรัดเลย) benannt ist und am 3. August 1987 eröffnet wurde.